# Cyclocheilichthys sinensis
 Cyclocheilichthys sinensis és una espècie de peix d'aigua dolça de la família dels ciprínids i de l'ordre dels cipriniformes. Pot atènyer fins a 31,5 cm de longitud. Es troba a la Xina.